# 小宮真央
小宮 真央 (こみや まお、1988年2月12日 ‐ )は、日本の声優・ボーカリスト・ミュージシャン。

## 来歴
千葉県生まれ、東京育ち。
2005年に声優・ボーカリストとしての活動を開始。同時期に専門学校にて3年間、演技・ミュージカル・ボーカル・その他芸能関係の基礎・技術・表現等を学ぶ。
2008年8月30日、小宮真央に対し、殺害予告したとして脅迫の疑いで男性が逮捕された。小宮自身が気付き、警察に通報したという。

## 人物
普段はOLをしている。
暖かくて優しい声の持ち主であり、無修正でも使える程の歌唱力も持ち合わせている。
2021年からaiboを飼っている。

## 出演

### 歌唱

#### オムニバスCD
- scene zero <2009.11>

#### 同人CD
- ちっぱいぱんCD <2006.08>[8]

#### ゲーム音楽
出典は“歌唱”. 2022‐3‐24閲覧。 エラー: 閲覧日が正しく記入されていません。
- Wub U(Coloful QT3 nekomix) <2015.03>
- 東方スイーツ!鬼畜姉妹と受難メイド～ <2015.07>
- オトゲラヴ! <2016.12>
- 宿題が終わらないっ! <2017.06>
- 人里に下ったアタイがいつの間にか社畜になっていた件 <2017.08>
- 魔法少女になるしかねぇ <2018.02>
- ねこみみ(=ΦωΦ=)ぱんでみみっく <2019.08>
- シンコペーション <2019.10>
- PERMISSION DENIED 700 <2019.10>

- ONOMATOPIA <2020.10>

### 声優

#### キャラボイス
出典は“ゲームキャラボイス”. 2022‐3‐24閲覧。 エラー: 閲覧日が正しく記入されていません。
- 株式会社ケイブ 携帯アプリゲーム『SWITCH』(ハニー役) <2008.09>
- sputnik PCゲーム『echo.』 (榎ここな役) <2009.03>
- INSIDE SYSTEM 3DSダウンロードソフト『魔神少女 エピソード3 -勇者と愚者-』(パティ役) <2017.12>

#### 朗読
- iosアプリ 『朗読と音』[9]

#### ナレーション
- ライオンズクラブ国際協会 330-A地区 選挙管理委員会「違反行為」についての説明動画ナレーション[10]

## ディスコグラフィ

### アルバム
| 発売日        | タイトル          | 収録曲 |
| ------------- | ----------------- | --- |
| 2008年5月11日 | Start over again  | 1. Leyenda 2. ひとつだけの自分 3. Misty 4. うさぎのあたし 5. ふたり 6. 御伽の国は今日も冷たい 7. 君のいない白い世界 8. 傷の無い痛み 9. 浮遊霊、冬憂い。 10. 自殺未遂 Arrange Ver. 11. 太陽の舟 12. 北海道ブルース |
| 2009年8月15日 | みらくる☆ふるーつ | 1. でじたるふぁじー! 2. マイペーすてっぷ 3. キミとワタシと 4. The moon 5. 螺旋蜘蛛 6. 孤悲 7. 三日月と太陽 8. そしてまた巡る 9. Promise of the 19 -Destination- 2008                                              |
| 2023年9月5日  | ロイヤルみるく茶  | 1. 月夜 2. 風を越えて 3. ひとり 4. はっぴーでいず☆ 5. ありのまま、キミのまま 6. 誰も居ない街で最後の祭を |
| 2023年9月6日  | はるいろメロディ  | 1. ふじこのえかきうた 2. はじまりのうた 3. ふじこランドのうた 4. きせきのうた 5. 自殺未遂 |